# Sittwe

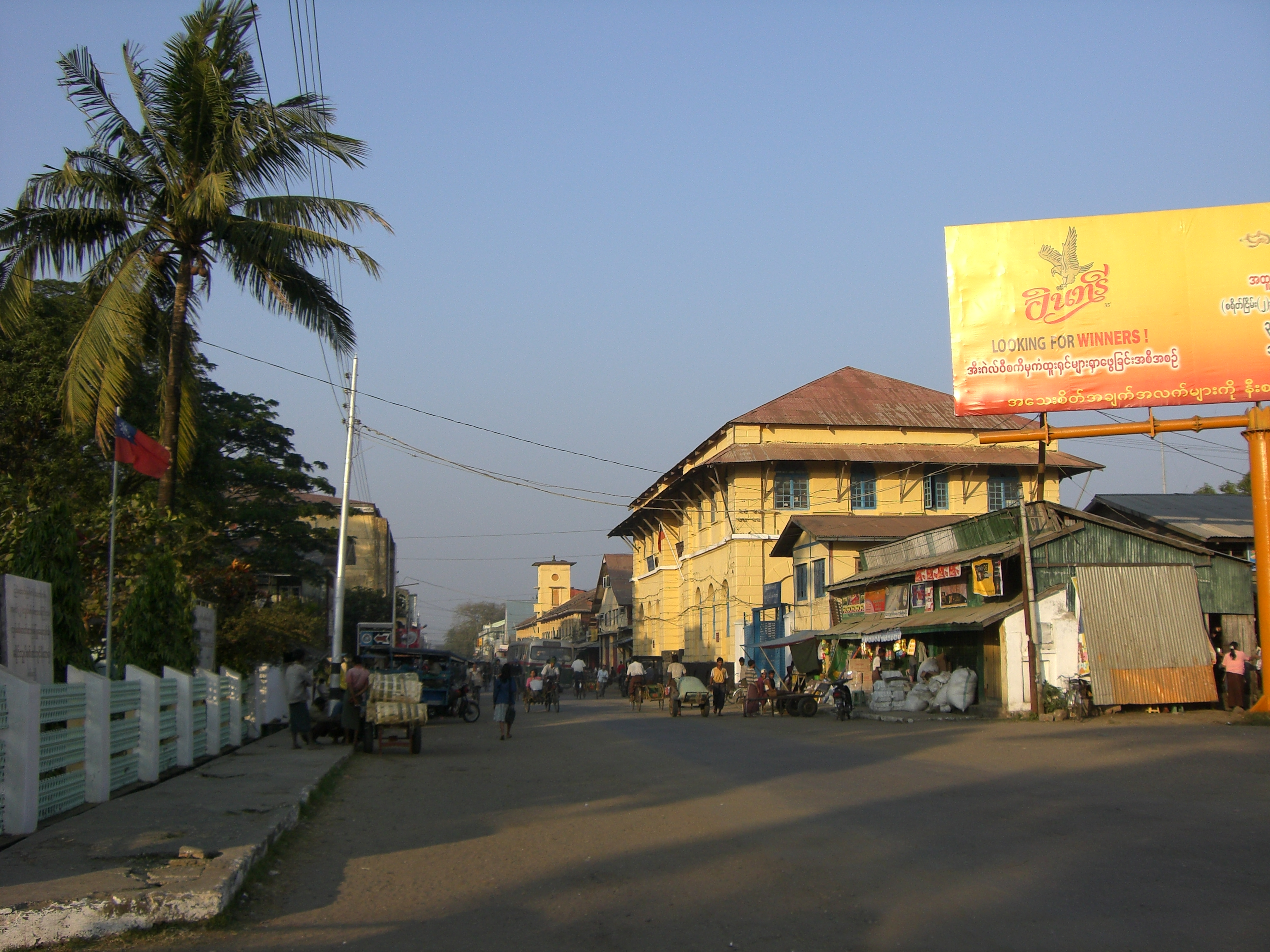
Rua principal

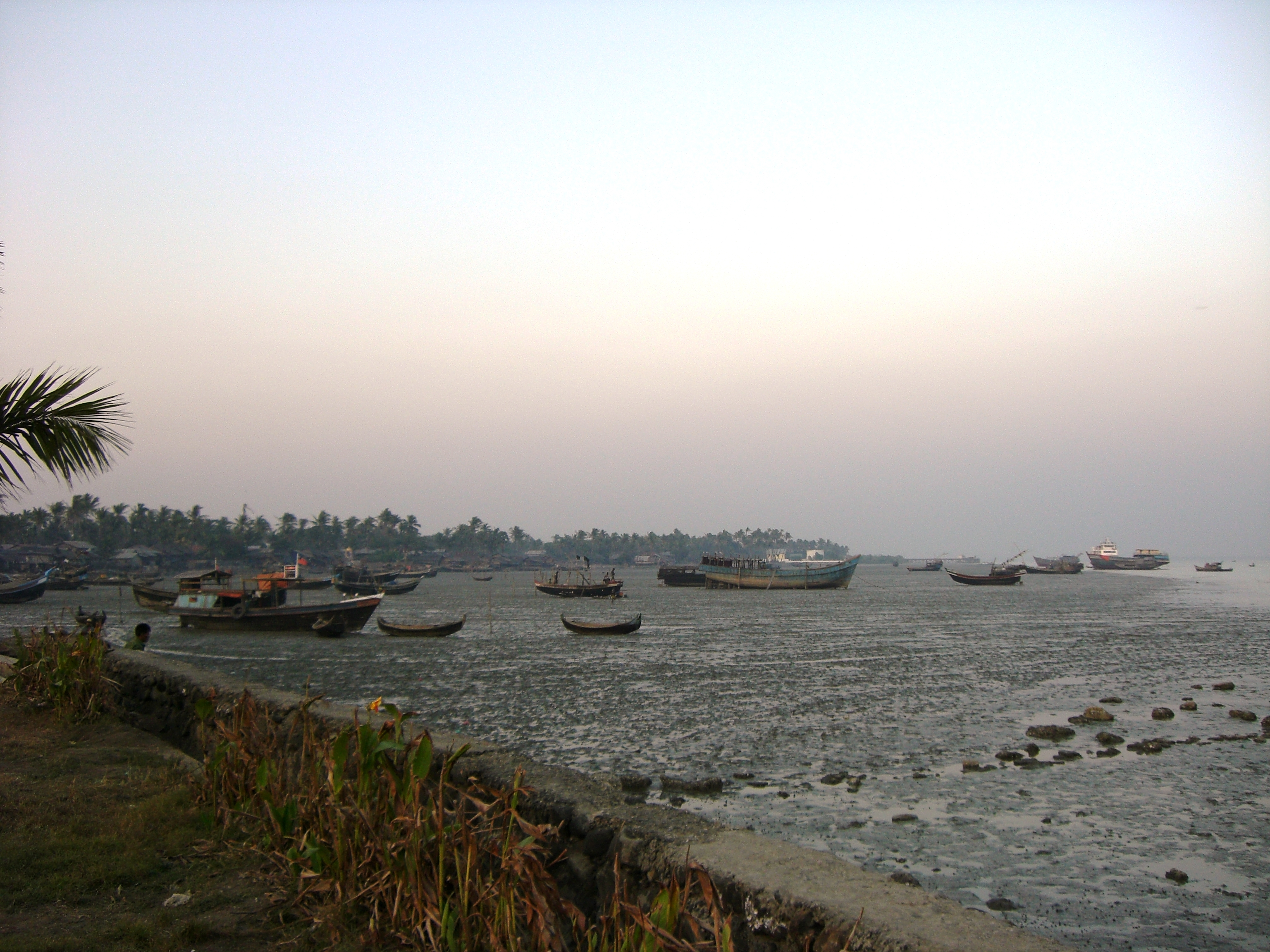
Mar na costa de Sittwe

Sittwe, antes conhecida como Akyab, é a capital do estado de Arracão (ou Rakhine), em Mianmar. Encontra-se numa ilha estuarina formada pela confluência dos rios Kaladan, Myu e Lemyo, que deságuam no golfo de Bengala. Sua população é de 181 000 habitantes (2006).

## Etimologia
O nome "Sittwe" é a versão birmanesa de Saite Twêy, que significa "lugar onde a guerra encontra". Quando o rei birmane Bodawpaya invadiu o Reino de Arracão, em 1784, os defensores arracaneses enfrentaram as tropas birmanes na foz do rio Kaladan. Na batalha que se seguiu, os arracaneses foram derrotados e passaram a chamar o local da batalha de Saite Twêy, adaptado pelos birmanes como "Sittwe".

## História
De início uma pequena aldeia de pescadores, Sittwe tornou-se um importante foco do comércio marítimo, como porto de exportação do arroz, após a ocupação britânica de Arracão após a Primeira Guerra Anglo-Birmanesa.
Sittwe foi o local de uma batalha durante a conquista de Arracão pelo rei birmane Bodawpaya. Em 1784, uma força expedicionária birmane de 30 000 homens chocou-se contra os 3 000 soldados do governador da província de Urittaung, que foram esmagados. Esta derrota abriu caminho para a capital arracanesa de Mrauk U, que logo foi conquistada, pondo fim à independência do Arracão.
Durante a Primeira Guerra Anglo-Birmanesa (1823-1826), forças britânicas desembarcaram em Sittwe e se concentraram no antigo pagode de Ahkyaib-daw. Os britânicos deram à cidade o nome de Akyab. Em 1826, a sede do governo foi transferida da antiga capital arracanesa de Mrohaung para Sittwe, no litoral. Nos primeiros quarenta anos de ocupação britânica, o local deixou de ser um vilarejo e tornou-se uma cidade de 15 536 habitantes. Por volta de 1901, era o terceiro maior porto da Birmânia, com uma população de 31 687 habitantes. Durante a época colonial, Sittwe gozava de má reputação devido à malária e ao cólera, embora os registros históricos indiquem que a cidade não era melhor ou pior do que muitas outras ao longo do litoral indiano. 
O autor escocês Hector Hugh Munro (Saki) nasceu em Sittwe, em 1870. Em fevereiro de 2007, a Índia anunciou um plano para desenvolver o porto, o que permitiria o acesso ao oceano para estados do nordeste indiano, como Mizoram, através do rio Kaladan. 

## Religião
A poulação da cidade é formada principalmente por budistas, embora com uma comunidade muçulmana importante, com registro de tensões religiosas. 
Acredita-se que Ahkyaib-daw, um dos mais importantes pagodes budistas, foi erguido na época do imperador Açoca (r. 269-232 a.C.) sobre fundações que abrigariam um pedaço do osso maxilar de Buda, donde o nome, que significa "maxilar". A cidade também é o epicentro do envolvimento político dos monges budistas de Mianmar.